# Platidotea magellanica
Platidotea magellanica là một loài chân đều trong họ Idoteidae. Loài này được Park & Wägele miêu tả khoa học năm 1995.